# زندان لیبرتی

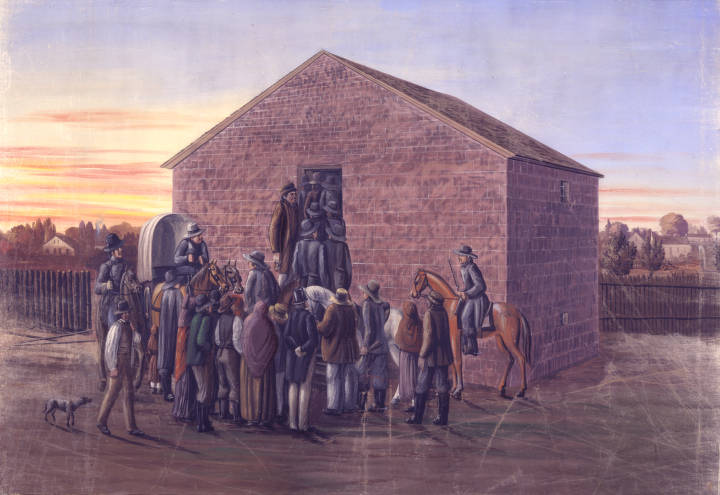
نقاشی که زندان را به تصویر کشیده‌است

زندان لیبرتی (انگلیسی: Liberty Jail) یک زندان تاریخی در شهر لیبرتی، ایالت میزوری، ایالات متحده آمریکا است که از ماه دسامبر ۱۸۳۴ تا ۱۸۵۳، به عنوان زندان شهرستان کلی به فعالیت می‌پرداخت. این زندان به خاطر محبوس شدن جوزف اسمیت، رهبر کلیسای عیسی مسیح قدیسان آخرالزمان و تعدادی از اعضاء آن طی جنگ مورمون ۱۸۳۸ معروف است.
این مکان در حال حاضر یک مرکز بازدیدکنندگان تحت مدیریت کلیسای عیسی مسیح قدیسان آخرالزمان است.